# Vanwykia remota
Vanwykia remota là một loài thực vật có hoa trong họ Loranthaceae. Loài này được (Baker & Sprague) Wiens miêu tả khoa học đầu tiên năm 1978.